# Scriptania nordenskjoldi
Scriptania nordenskjoldi är en fjärilsart som beskrevs av Otto Staudinger 1899. Scriptania nordenskjoldi ingår i släktet Scriptania och familjen nattflyn. Inga underarter finns listade.